# Sandalodes joannae
Sandalodes joannae is een spinnensoort in de taxonomische indeling van de springspinnen (Salticidae).
Het dier behoort tot het geslacht Sandalodes. De wetenschappelijke naam van de soort werd voor het eerst geldig gepubliceerd in 2000 door Marek Żabka.